# Daniel Perrin (Sprachwissenschaftler)
Daniel Perrin (* 6. Oktober 1961 in Bern) ist ein Schweizer Sprach- und Medienwissenschaftler und Dozent mit Schwerpunkt Theorie und Methodik der Angewandten Linguistik, Medienlinguistik und Textproduktionsforschung.

## Biographie
Daniel Perrin studierte von 1983 bis 1987 Musik und Informatik sowie von 1991 bis 1995 Medienwissenschaft und Allgemeine Linguistik an der Universität Bern. Dort promovierte er 1997 am Institut für Allgemeine Sprachwissenschaft über die Optimierung journalistischer Schreibstrategien und baute die Forschungsstelle Berufliches Schreiben auf. 2011 habilitierte er sich an der Universität Bern in Angewandter Linguistik.
Den theoretischen Bezug zum Gegenstand Schreiben im öffentlichen Diskurs hat Daniel Perrin in seiner Laufbahn verzahnt mit praktischer Erfahrung. 1979 bis 1983 arbeitete er als Reporter, Redaktor und Moderator bei Schweizer Radio DRS, 1983 bis 1997 als Journalist für verschiedene Tageszeitungen (Der Bund, Die Zeit, Frankfurter Allgemeine Zeitung), 1999 bis 2001 als Textchef und Mitglied der Redaktionsleitung des Tages-Anzeigers. Seither coacht er Medienredaktionen im deutschen Sprachraum und leitet Projekte redaktioneller Organisationsentwicklung im Rahmen der Medienkonvergenz.
Seit 2017 ist Daniel Perrin Direktor des Departements Angewandte Linguistik der ZHAW Zürcher Hochschule für Angewandte Wissenschaften in Winterthur, nachdem er von 2000 bis 2017 Professor für Medienlinguistik und Leiter des IAM Institut für Angewandte Medienwissenschaft der ZHAW war.
Perrin ist seit 2017 Präsident der International Association of Applied Linguistics AILA. Von 2005 bis 2009 präsidierte er die Vereinigung für Angewandte Linguistik in der Schweiz VALS-ASLA, die Schweizer Gesellschaft der AILA. Seit 2010 ist er Mit-Herausgeber des International Journal of Applied Linguistics.

## Arbeitsschwerpunkte
Daniel Perrins Schwerpunkte in Forschung, Beratung und Lehre sind
- Theorie und Methodik der Angewandten Linguistik
- Medienlinguistik
- Textproduktionsforschung

Dabei verbindet Perrin die Forschungsrahmen Ethnographie, Grounded Theory, Transdisciplinary Action Research, Realist Social Theory und Dynamical Systems Theory mit dem methodischen Ansatz der Progressionsanalyse.

### Progressionsanalyse als Mehrmethodenansatz
In seinen Forschungsprojekten, zum Beispiel „Idéé Suisse“ (2005–2008) oder „Modeling Writing Phases“ (2010–2012), arbeitet Daniel Perrin vorwiegend mit dem von seinen Forschungsgruppen entwickelten Mehrmethodenansatz, der Progressionsanalyse. Dieses Verfahren zur Datengewinnung und -analyse ermöglicht die detaillierte Erforschung kollaborativer Textproduktionsprozesse in natürlichen Umgebungen. Sprachgebrauch wird greifbar als Schnittstelle kognitiver und sozialer Praktiken der Textproduktion. Die Progressionsanalyse setzt Daten dreier Erhebungsebenen zueinander in Bezug.
a) ethnographische Interviews zur Sozialisierung der Beforschten und teilnehmende Beobachtung zu den Praktiken und Routinen am Arbeitsplatz
b) technische Aufzeichnung aller Arbeitsschritte wie Cursorbewegungen, Texteingaben und Löschungen an allen Computerarbeitsplätzen am Untersuchungsort.
c) Retrospektive Verbalprotokolle, in denen die Schreibenden ihre Überlegungen verbalisieren, während sie die Aufzeichnungen ihrer Schreibprozesse am Bildschirm verfolgen.

### Forschungsrahmen Ethnographie: die Innenperspektive verstehen
Im Forschungsrahmen der Ethnographie untersucht Perrin die Innensicht beruflich Kommunizierender auf ihre Textproduktion. Erkennbar wird, welche Strategien, Praktiken und Routinen die Schreibenden selbst anwenden, wenn sie ihre Kommunikationsangebote herstellen. So zeigt sich etwa, dass in drei untersuchten Fernsehredaktionen die „Geschichte“ die ethnokategorial zentrale Textsorte ist: Journalisten fertigen in ihrer Selbstwahrnehmung „Geschichten“, nicht etwa Berichte, Reportagen oder Features. Für solche „Geschichten“ zentral sind Auswahl und Verfügbarkeit von Textakteuren wie Betroffenen, Entscheidern und Experten, deren Äusserungen in narrative Grundmuster eingepasst werden.

### Forschungsrahmen Grounded Theory: von Experten lernen
Im Forschungsrahmen der Grounded Theory untersucht Perrin Grundmuster der Textproduktion. Erkennbar wird, welche Strategien, Praktiken und Routinen der Textproduktion sich innerhalb einzelner Schreibprozesse oder der Produktion eines Individuums, einer Organisation, einer Kultur etc. als Grundmuster wiederholen und von welchen Bedingungen wie Zeitdruck und Erfahrung ihre Variation abhängt. So zeigt sich etwa, dass im Journalismus erfahrene Schreibende – im Gegensatz zu unerfahrenen – über mehr und differenziertere Strategien verfügen, die Produktionsprozesse zu steuern und ihre Kommunikationsprodukte funktional auszugestalten.

### Forschungsrahmen Transdisciplinary Action Research: Praxis weiter entwickeln
Im Forschungsrahmen der Transdisciplinary Action Research (Aktionsforschung) untersucht Perrin Optimierungsprozesse der Textproduktion in Organisationen. Erkennbar wird, wie Praxis und Forschung ihre Wissensbestände (Alltagswissen, professionelles Wissen, wissenschaftliches Wissen) einbringen und verbinden können, um in gegenseitigem Lernen die Textproduktion einer Redaktion zu verbessern. So zeigt sich etwa, dass und wie journalistische Qualität in Qualitätszirkeln von Leitbild, Kritik und Coaching partizipativ bestimmt und diskursiv operationalisiert werden kann, damit die Kriterien angestrebter Qualität intrinsisch verankert, prozedural umsetzbar und damit handlungswirksam werden.

### Forschungsrahmen Realist Social Theory: konfligierende Wirklichkeiten einbeziehen
Im Forschungsrahmen integrativer Gesellschaftstheorien wie der Realist Social Theory untersucht Perrin die Wechselwirkungen zwischen der Textproduktion und ihren organisationalen und gesellschaftlichen Bezugsrahmen. Erkennbar wird, welche Anspruchsgruppen die Textproduktion einer Institution wie beeinflussen und, umgekehrt, von ihr beeinflusst werden. So zeigt sich etwa, dass das Management eines öffentlichen Rundfunkanbieters im Spannungsfeld von politischem Auftrag und marktwirtschaftlichen Wettbewerb sich innerlich längst vom öffentlichen Leistungsauftrag verabschiedet hat, dass aber einzelne erfahrene Journalisten Strategien, Praktiken und Routinen entwickelt haben, mit denen sie beide Ansprüche zugleich einlösen.

### Forschungsrahmen Theorie dynamischer Systeme: emergente Lösungen identifizieren
Im Forschungsrahmen der Theorie dynamischer Systeme untersucht Perrin Variation und Emergenz von Mustern der Textproduktion. Erkennbar wird, wo, wie und unter welchen begünstigenden Bedingungen in Mikroprozessen Einfälle zu neuen Formen führen, die sich einschleifen und die Textproduktion einer Organisation oder Gesellschaft verändern können. So zeigt sich etwa, welche Arrangements die Einfälle begünstigen, die jetzt notwendig sind, um das dramaturgische Vakuum zu überwinden, zu dem die Medienkonvergenz geführt hat: Das immer stärkere Ineinandergreifen herkömmlicher Massenmedien wie Fernsehen und der Social Media verlangt grundlegend neue Kommunikationsangebote und entsprechende Muster der Textproduktion.

## Schriften (Auswahl)
- Perrin, Daniel, Kramsch, Claire (Eds.) (2019). Transdisciplinarity in Applied Linguistics (AILA Review, Volume 31) Amsterdam/New York: John Benjamins. online
- Knapp, Karlfried, Antos, Gerd, Perrin, Daniel, Verspoor, Marjolijn (Series eds.). Handbooks of Applied Linguistics Series. Boston: de Gruyter online.
- Cotter, Colleen, Perrin, Daniel (Eds.) (2018). The Routledge Handbook of Language and Media. London: Routledge. online
- Jakobs, Eva-Maria, Perrin, Daniel (Eds.). (2014). Handbook of writing and text production (Vol. 10). Boston: De Gruyter.
- Perrin, Daniel (2013). Linguistics of Newswriting. Amsterdam, New York: John Benjamins.
- Perrin, Daniel, Wildi, Marc (2010). Statistical modeling of writing processes. In Charles Bazerman (Ed.), Traditions of writing research. New York: Routledge.
- Perrin, Daniel, Ehrensberger-Dow, Maureen (2008). Progression analysis. Tracing journalistic language awareness. In Marcel Burger (Ed.), L’ analyse linguistique des discours des médias : théories, méthodes en enjeux. Entre sciences du langage et sciences de la communication et des médias (pp. 155–182). Québec: Nota Bene.
- Perrin, Daniel, Rosenberger, Nicole (2008). Schreiben im Beruf. Wirksame Texte durch effiziente Arbeitstechnik (2 ed.). Berlin: Cornelsen Pocket Business.
- Jakobs, Eva-Maria, Perrin, Daniel (2008). Training of writing and reading. In Gert Rickheit, Hans Strohner (Eds.), The Mouton-De Gruyter Handbooks of Applied Linguistics: Communicative competence (Vol. 1, pp. 359–393). New York: De Gruyter.
- Gnach, Aleksandra, Wiesner, Esther, Bertschi-Kaufmann, Andrea, Perrin, Daniel (2007). Children’s writing processes when using computers. Insights based on combining analyses of product and process. Research in Comparative and International Education, 2(1), 13–28.
- Perrin, Daniel (2006, 3. Auflage 2015). Medienlinguistik. Konstanz: UVK.
- Perrin, Daniel (2003). Towards a pragmatics of writing. In Daniel Perrin (Ed.), The pragmatics of writing. [Journal of Pragmatics. Special Issue 35/6] (pp. 825–828).